# Полиция ООН
Полиция Организации Объединённых Наций — полицейские подразделения, используемые для участия в миротворческих операциях Организации Объединённых Наций (ООН), которые комплектуются сотрудниками полиции из различных государств.

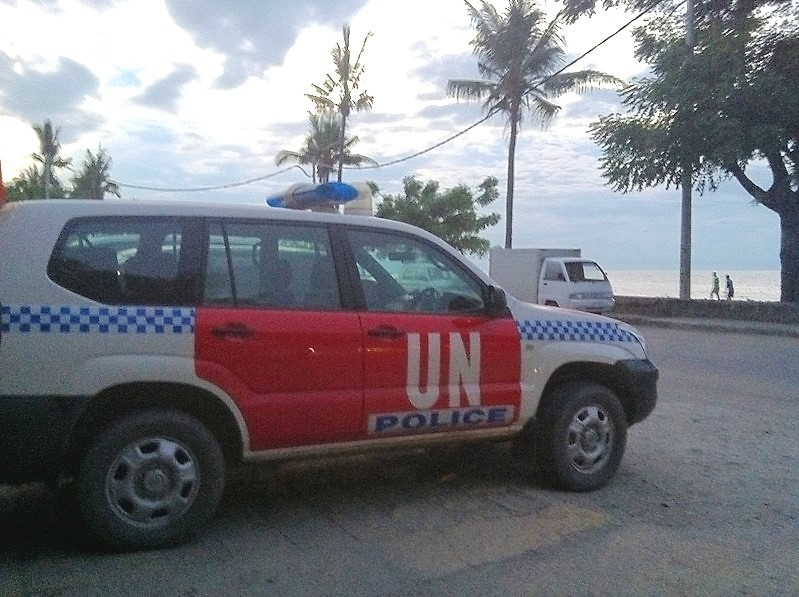
Автомобиль полиции ООН в Дили, Восточный Тимор.

## История
Впервые полицейское подразделение ООН использовалось в операции ООН в Конго в 1960 году. 
К 2022 году 12 000 сотрудников полиции ООН участвовали в 16 миротворческих операциях, они представляли более чем 90 государств мира. С 1990 года 129 государств направили своих полицейских для участия в миссиях ООН.
Полиция ООН занимается защитой гражданских лиц, способствует безопасному проведению выборов, расследует случаи сексуального и гендерного насилия, борется с организованной преступностью и насильственным экстремизмом, помогая в реформировании, реструктуризации и развитии полицейских служб и других правоохранительных органов принимающего государства. Кроме того, в обязанности полиции ООН входит охрана персонала ООН.